# Phaulopsis grandiflora
Phaulopsis grandiflora är en akantusväxtart som beskrevs av M. Manktelow. Phaulopsis grandiflora ingår i släktet Phaulopsis och familjen akantusväxter. Inga underarter finns listade i Catalogue of Life.